# Подлесный (Лискинский район)
Подлесный — хутор в Лискинском районе Воронежской области.
Входит в состав Высокинского сельского поселения.

## География

### Улицы
| - ул. Абрикосовая - ул. Вишнёвая - ул. Грушовая - ул. Дачная - ул. Дружбы - ул. Колхозная - ул. Лесная - ул. Луговая - ул. Мира - ул. Овражная - ул. Ольховая | - ул. Песчаная - ул. Придорожная - ул. Приовражная - ул. Рабочая - ул. Садовая - ул. Солнечная - ул. Сосновая - ул. Тенистая - ул. Торговая - ул. Яблочная | - пер. Мира - пер. Придорожной - пер. Сосновой 1-й - пер. Сосновой 2-й |